# Claude Bauwens
Pour les articles homonymes, voir Bauwens.
Claude Bauwens est un poète belge d'expression française né le 2 juillet 1939 à Spiennes, près de Mons et mort le 12 janvier 2019.

## Œuvres
- Derrière moi, 1967
- Au garde-à-vous, dormant de bout, 1969
- Non au jeu de queues de cerises, 1971
- Le Chemin du retour, 1973
- Donnez-moi le tuyau, Henry Fagne, 1974
- L'Avant-mère, 1975.
- Il Fait ocre fané, il fera blanc évanescent, Le cormier,  1979
- La Part de l'arc-en-ciel, Maison internationale de la Poésie,  1982
- Tableautins pour les fantômes, Maison internationale de la Poésie, 1983
- Si Basse est la lumière, Éditions Le Daily-Bul,  1986
- Souterrainement, Éditions Unimuse, 1990
- La Projection de la tache aveugle, 1992
- Le Veilleur d'apocalypse, Maison de la poésie d'Amay, 1995
- Gercé ou aoûté, Maison de la poésie d'Amay, 1998
- Hors et or, Éditions de l'Acanthe, 1998
- Sénèque est prêt à mourir, 2001
- La Dernière position, Atelier de l'Agneau, 2005
- La Dérive des rêves, 2008
- 7 poèmes plus un de haute affligeance, illustré par Serge Poliart, R.A. éditions, 2015
- Nouvelles du hameau perdu, Atelier de l'agneau, 2013[2]

## Extraits poétiques
Je suis la statue du sommeil
les ronces douces de la fatigue
l'orage de silence
les feuillages de paupières
la neige de soufre
toujours plus épaisse
sur l'étincelle dormante
les empreintes effacées sur ma femme
les limbes de l'horloge
le lis de chaleur
l'étonnement de ma torpeur

## Source primaire
- Revue Poésie, n°27, 1972 : La nouvelle poésie française de Belgique